# 贡山木荷
贡山木荷（学名：Schima sericans）也称尖齿毛木荷，为山茶科木荷属下的一个种。